# 許燕露
許燕露（1991年9月16日—），中國女子職業足球運動員，司職中場，現效力於中國女子足球超級聯賽江苏华泰证券。曾随队参加过2014年亚洲杯女子足球赛、2015年女子世界杯足球赛和2018年亚洲杯女子足球赛。